# 首都卫士
首都卫士是中国人民解放军向首都戒严部队官兵颁发的一组纪念章、纪念册。
在1989年发生六四事件之后，中央军委和中国人民解放军总政治部分别决定为首都戒严部队全体官兵颁发“首都卫士”纪念章、纪念册。同时中央军委主席邓小平还为首都戒严部队题写了“共和国卫士”、“首都卫士”的题词。8月1日，首都戒严部队某部1000多名列队官兵在天安门广场举行了“首都卫士”纪念章颁发仪式。
据人民日报报道，“首都卫士”纪念章为铜质镀金，分为主章和略章；“首都卫士”纪念册为精装25开本，封面印有邓小平题词，册中收入了邓小平在接见首都戒严部队的讲话摘录、“首都卫士”纪念章图案、中华人民共和国地图和世界地图等。
由於中华人民共和国政府現在禁止一切跟六四事件有關的討論之故，「首都衛士」紀念章現在也成為禁止討論的話題。2024年3月18日，中國火箭軍在B站發佈了一部短片，裏頭出現一名女兵展現其父親當年參與六四事件相關任務後所得到的「首都衛士」紀念章，因而引發民眾討論，最终火箭軍官方迅速將此短片刪去。2024年12月7日，一名鑑寶主播「王岳剛」，在最新的鑑寶直播影片中，出現一枚寫有「首都衛士」勳章。然而，這枚勳章出現在畫面不久，王岳剛的直播間就立即遭後台封殺。